# Bagnoli di Sopra Merlot riserva
Il Bagnoli di Sopra Merlot riserva è un vino DOC la cui produzione è consentita nella provincia di Padova.

## Caratteristiche organolettiche
- colore: rosso rubino se il vino è giovane, tendente al granato con l'invecchiamento
- odore: intenso, fruttato, un po' erbaceo, caratteristico e con profumo gradevole
- sapore: asciutto, morbido, giustamente tannico, armonico

## Produzione
Provincia, stagione, volume in ettolitri
- nessun dato disponibile